# Withius glabratus
Espèce
Synonymes
- Chelifer glabratus Ellingsen, 1910

Withius glabratus est une espèce de pseudoscorpions de la famille des Withiidae.

## Distribution
Cette espèce se rencontre au Cameroun et au Congo-Kinshasa.

## Description
L'holotype mesure 3,6 mm.

## Publication originale
- Ellingsen, 1910 : Die Pseudoskorpione des Berliner Museums. Mitteilung aus dem Zoologischen Museum in Berlin, vol. 4, p. 357-423 (texte intégral).